# Vedlejší pokoj
Vedlejší pokoj (v originále La habitación de al lado, distribuovaný v angličtině jako The Room Next Door) je španělské psychologické drama z roku 2024 režiséra Pedro Almodóvara, který je také autorem scénáře podle románu Sigrid Nunez What Are You Going Through z roku 2020. Jedná se o Almodóvarův první anglicky mluvený celovečerní film. V hlavních rolích se představily Tilda Swinton a Julianne Moore. Děj sleduje vztah dvou blízkých kamarádek, které se po letech odloučení znovu setkávají v situaci, kdy se jedna z nich musí vyrovnat s diagnózou smrtelné nemoci.
Film měl premiéru 2. září 2024 na 81. ročníku Mezinárodního filmového festivalu v Benátkách, kde jako první španělský film získal Zlatého lva. Do španělských kin byl uveden 18. října 2024 společností Warner Bros. Pictures. Na 39. ročníku udílení cen Goya získal tři ceny za nejlepší adaptovaný scénář, nejlepší kameru a nejlepší původní hudbu.

## Děj
Ingrid (Julianne Moore) je úspěšná spisovatelka, která se dozvídá, že její kamarádka Martha (Tilda Swinton), s níž kdysi pracovala ve stejném časopise, má rakovinu v posledním stádiu. Martha se stala uznávanou válečnou zpravodajkou a jejich cesty se v minulosti rozešly. Znovu se setkávají v manhattanské nemocnici, kde se Martha léčí, a vypráví Ingrid svůj životní příběh. Ukáže se, že dlouhé odloučení na jejich přátelství nic nezměnilo.

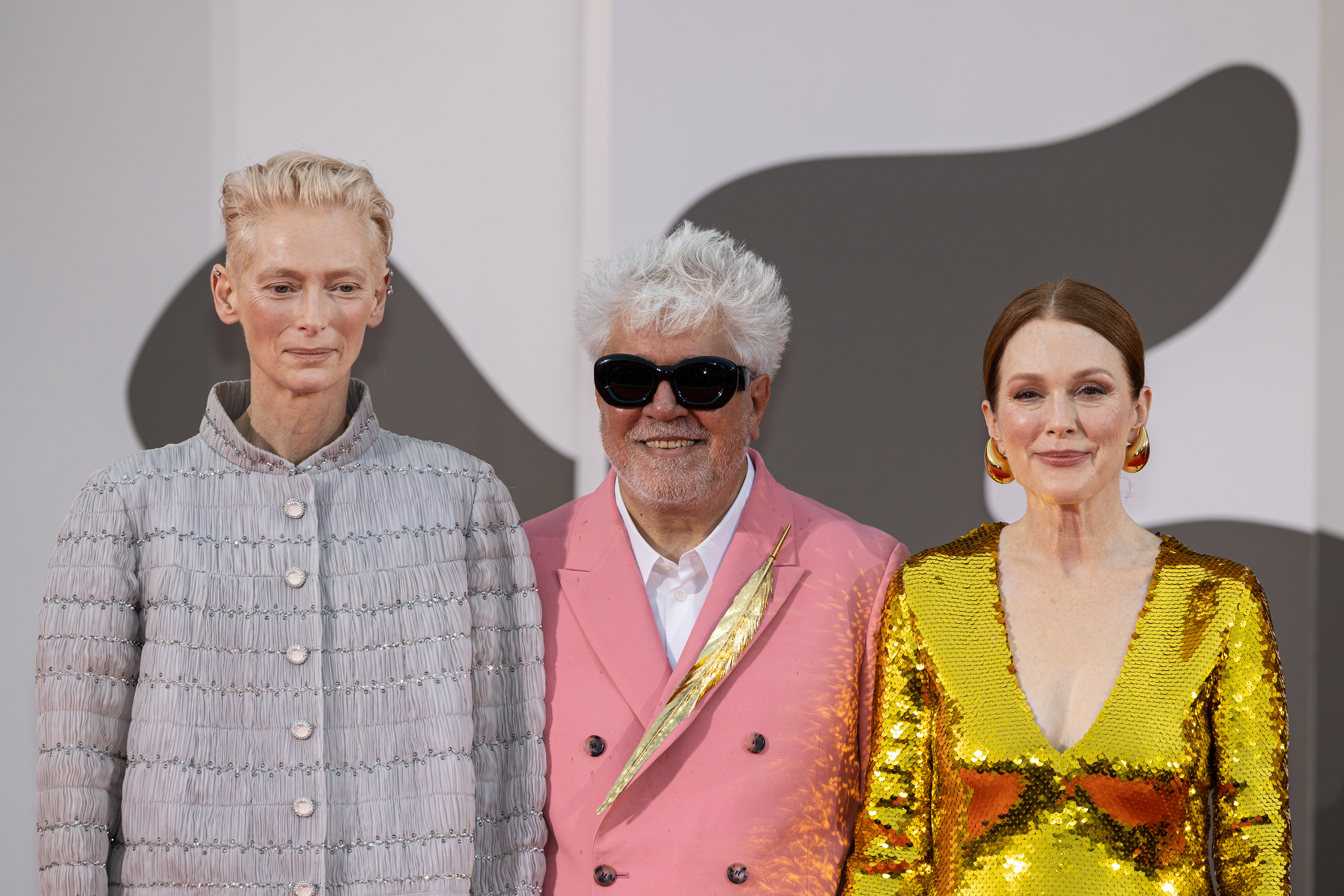
Režisér Pedro Almodóvar a hlavní protagonistky Tilda Swinton a Julianne Moore na 81. Mezinárodním filmovém festivalu v Benátkách

Martha podstoupí experimentální imunologickou léčbu. Když léčba nezabere, rozhodne se odejít ze života podle svého. Sežene si prášky pro eutanazii a poté, co jí všechny bližší kamarádky odmítnou a netroufne si oslovit svou odcizenou dceru, požádá Ingrid, aby s ní byla v rozhodující chvíli ve vedlejším pokoji. Snímek sleduje pobyt obou žen v luxusní vile na odlehlém místě uprostřed nádherné přírody, přináší intenzivní dialogy o životě, smrti, přátelství i etických dilematech, a retrospektivní flashbacky do minulosti, které přibližují jejich profesní i osobní životy.

## Obsazení

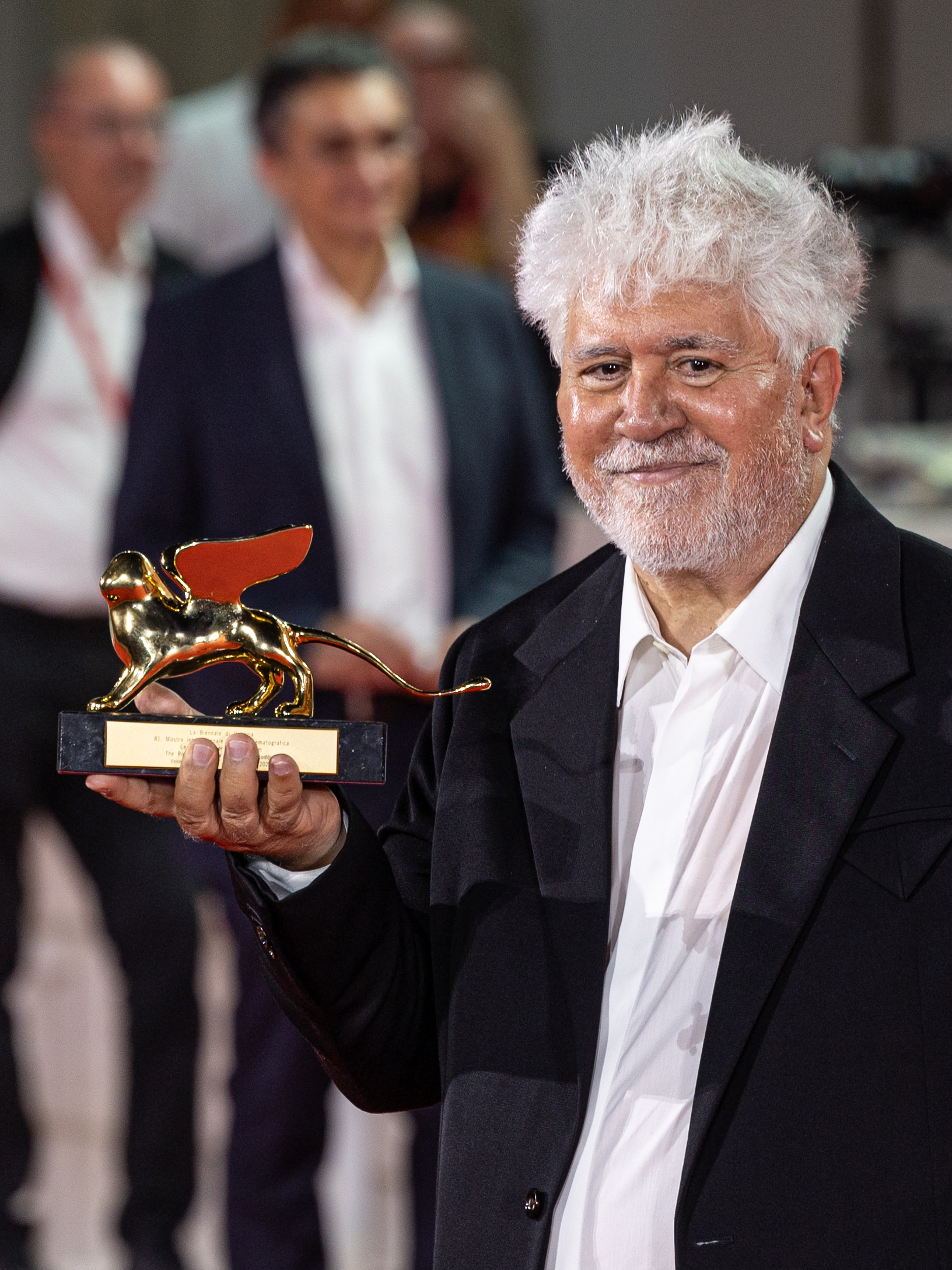
Pedro Almodóvar se Zlatým lvem uděleným na MFF v Benátkách v roce 2024

| Herec              | Role                    |
| ------------------ | ----------------------- |
| Tilda Swinton      | Martha Michelle         |
| Julianne Moore     | Ingrid                  |
| Esther McGregor    | mladá Martha            |
| John Turturro      | Damian                  |
| Alessandro Nivola  | policista               |
| Juan Diego Botto   | fotograf                |
| Raúl Arévalo       | španělský kněz Bernardo |
| Alex Høgh Andersen | Fred                    |
| Victoria Luengo    | Fredova žena            |
| Alvise Rigo        | fitnes trenér           |
| Melina Matthews    | právnička               |

## Hodnocení
Na webu Rotten Tomatoes má snímek 80 % ze 199 recenzí kritiků pozitivních s průměrným hodnocením 7,1/10. Na webobé stránce Metacritic, která používá vážený průměr, získal film na základě 45 recenzí skóre 70 ze 100, což svědčí o obecně příznivých recenzích.